# Bahaeddin Şakir
Bahaeddin Shakir ou Bahaddin Şakir (1874 – 17 de abril de 1922) foi um médico, político nacionalista turco,  e um dos arquitetos do genocídio armênio.  Embora não fosse ministro ou deputado no governo, ele exerceu forte influência no Comitê Central do Comitê para a União e o Progresso (CUP) e foi diretor do Şûrâ-yı Ümmet , uma revista que apoiava o partido.  Ele foi um dos três nomes importantes do "Grupo de Médicos" no CUP (os outros dois eram o Doutor Nâzım e o Doutor Rüsuhi Dikmen); Ele fazia parte da ala panturquista / turanista da União e Progresso.
Durante a Primeira Guerra Mundial, Şakir fez parte da liderança da Organização Especial. No final da guerra, ele foi detido com outros membros do CUP, primeiro por uma corte marcial otomana local e depois pelo governo britânico. Ele foi enviado para Malta enquanto aguardava julgamentos militares por crimes contra a humanidade, que nunca se concretizaram, e foi posteriormente trocado pela Grã-Bretanha por reféns mantidos pelas forças nacionalistas turcas. Em 17 de abril de 1922, ele foi assassinado junto com Cemal Azmi em Berlim.

## Biografia
Bahaddin Şakir nasceu em Sliven, Império Otomano (hoje parte da Bulgária). 
Depois de se formar na Escola de Medicina Militar como capitão médico em 1894, Şakir estudou jurisprudência médica na França. Em 1900, ele se tornou assistente médico judicial na mesma escola. Com  tr, eles se tornaram pioneiros neste campo de pesquisa. Şakir também era médico particular de Şehzade Yusuf İzzeddin, além de seu posto no hospital. Ele estabeleceu relações com Ahmed Rıza e os membros do Comitê para a União e o Progresso. Por isso ele foi exilado em Erzinjane. Şakir foi preso lá quando as autoridades descobriram que ele enviou ajuda ao comitê e o exilou em Trabzon . Em 1905 ele fugiu para o Egito e de lá para Paris. Em Paris, ele conheceu o Doutor Nâzim e se reconectou com Ahmet Rıza. No exílio, ele escreveu artigos no Şura-yı Ümmet. 
Bahaddin Şakir foi fundamental na revitalização do CUP dentro do Império Otomano (na virada do século XX, era uma organização de intelectuais exilados). Ele viajou secretamente para Constantinopla e estabeleceu a infraestrutura para um novo centro interno para a organização.  Em 1906, seria fundada a Sociedade Otomana pela Liberdade, que se fundiu com a CUP em 1907 e se tornou seu centro interno de atividade revolucionária. 

## Segunda Era Constitucional

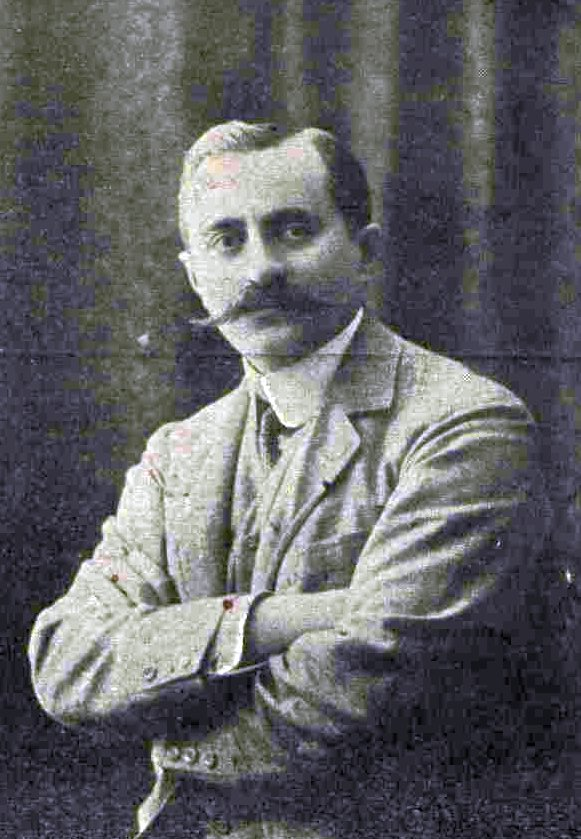
Retrato da edição de outubro de 1909 do Servet-i Fünun

Após a proclamação da Segunda Monarquia Constitucional em 1908, Şakir retornou a Constantinopla e ao seu antigo dever na Escola de Medicina Militar. Ele escreveu o primeiro livro-texto protegido por direitos autorais sobre medicina forense da Turquia. Ele se tornou professor do assunto na Faculdade de Medicina de Haydarpaşa, que foi criada em 1909 com a fusão de escolas médicas militares e civis. No ano seguinte, Şakir foi eleito presidente da faculdade de medicina. Ele continuou escrevendo para o Şura-yı Ümmet. Enquanto isso, ele continuou seu jornalismo criticando duramente seus oponentes em seus livros não assinados intitulados Ali Kemal Davası (O Caso de Ali Kemal) e "Kanuni Esasimizi İhlal Edenler" (Oponentes da Nossa Constituição). 
Bahaddin Şakir trabalhou como médico-chefe no hospital de Adrianópolis (Edirne) durante o cerco dos búlgaros na Primeira Guerra Balcânica. Ele foi capturado e libertado após a rendição da cidade. 
Ele foi então nomeado chefe do departamento político da organização secreta chamada Teşkilât-ı Mahsusa (Organização Especial), que foi criada em 1913. No mesmo ano, foi nomeado para a Diretoria de Medicina Legal, que foi criada sob a Direção Geral de Saúde. 

## Genocídio armênio

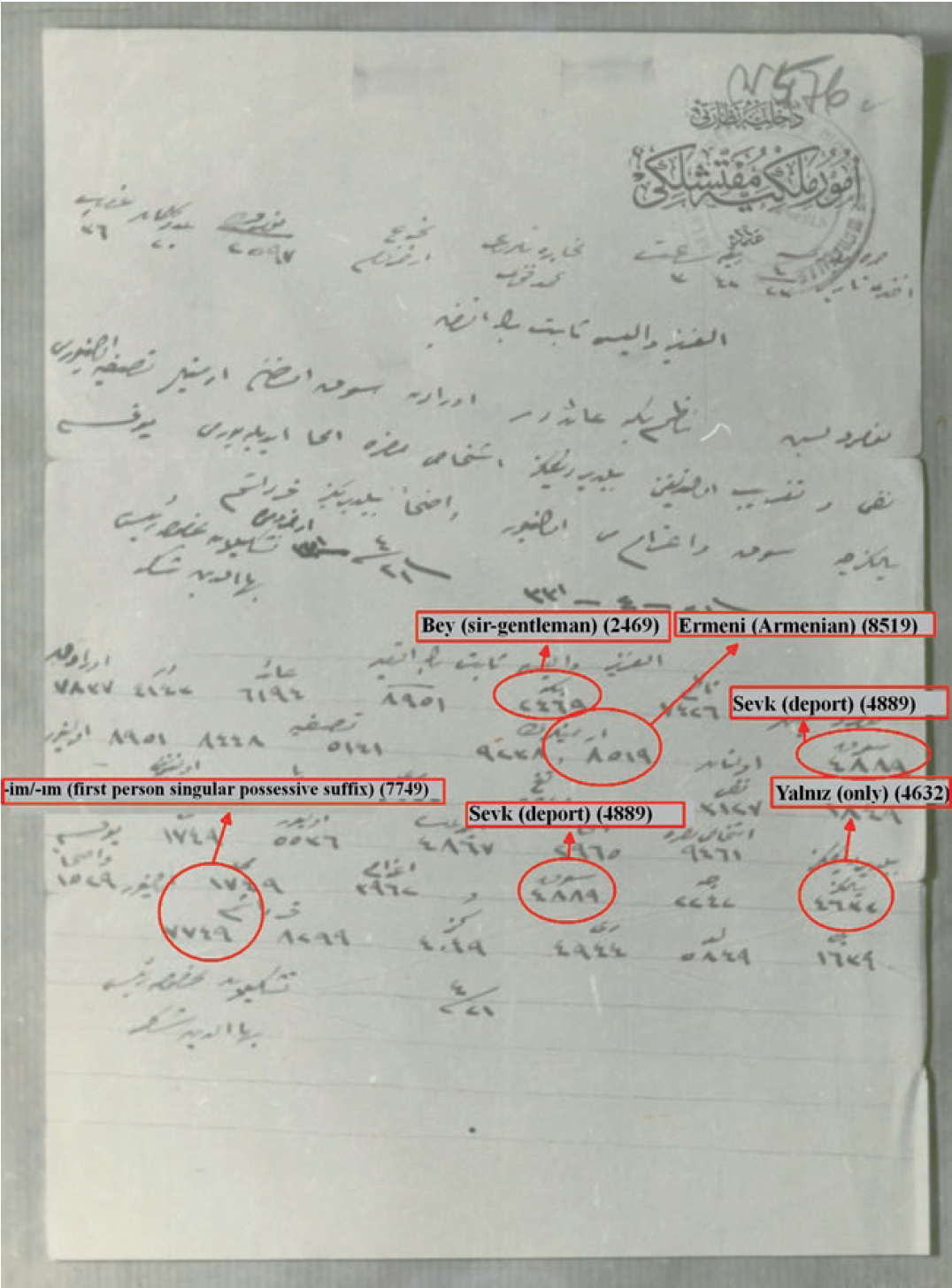
Telegrama criptografado de Şakir datado de 4 de julho de 1915 encontrado por Taner Akçam. Ele pergunta: "Os armênios deportados de lá foram eliminados? Esses elementos nocivos foram removidos por meio da deportação, liquidados ou simplesmente deportados? Por favor, seja claro em seu relatório, senhor."

Bahaddin Şakir levantou as deportações como uma solução para a "questão armênia" no congresso da CUP de 1910. Em 1915, ele pôde colocar sua visão à prova. Como figura central da Organização Especial  a organização de Şakir foi fundamental na aplicação da lei Tehcir. Por isso, ele foi descrito como “um dos arquitetos” do genocídio armênio.  Halil Berktay escreve que os governadores locais opuseram-se às ordens de deportação de Şakir e pediram a sua prisão.  Os dissidentes eram geralmente substituídos por linha-dura unionistas; por vezes duas vezes se o substituto não fosse flexível.  Şakir esteve envolvido na subjugação e deportação da população armênia em Ardanuç, onde era o chefe da Organização Especial, e em Ardacane em 1914.  Em 3 de março de 1915, Şakir enviou uma carta afirmando:
o Comitê [de União e Progresso], como portador da honra da nação, decidiu libertar a pátria das ambições desordenadas desta nação amaldiçoada e assumir a responsabilidade pela mancha que manchará a história otomana a este respeito. O Comité, que não pode esquecer a história amarga e infeliz [do país] e cuja taça transborda com o desejo implacável de vingança, decidiu aniquilar todos os arménios que vivem na Turquia, não permitir que nenhum deles permaneça, e deu a ampla autoridade do governo a este respeito. Sobre a questão de como serão realizados estes assassinatos e massacres, o governo [central] dará as instruções necessárias aos governadores provinciais e aos comandantes do exército. Todos os representantes regionais unionistas preocupar-se-iam em acompanhar o assunto em todos os locais onde fossem encontrados e garantiriam que nenhum arménio recebesse protecção ou assistência.
Com base nesta carta, o historiador turco Taner Akçam concluiu que o genocídio armênio deve ter sido ordenado antes dessa data.  Em Ardanuç, Şakir quase foi morto durante o contra-ataque turco em Van. 
Em 1916, Şakir e o governador provincial Ahmed Muammer Bey emitiram ordens para executar um batalhão de trabalho de 2.000 soldados turco-armênios. O general Wehib Paxá ficou indignado com o massacre e ordenou a corte marcial de Kör Nuri, o comandante da gendarmaria responsável pelos batalhões de trabalho, e Çerkez Kadir, o chefe dos bandidos que executou os assassinatos. Ambos os homens foram enforcados. Wehib tentou levar Şakir e Muammer à corte marcial. No entanto, Şakir escapou à prisão e Muammer foi transferido para fora da jurisdição de Wehib.  

## Viagem a Moscou
Com a rendição do Império Otomano, Şakir fugiu para Berlim via Sebastopol em um torpedeiro alemão com Enver Paxá, Jamal Paxá, Talat Paxá e outros quatro unionistas de alto escalão. À revelia, ele foi julgado pelo tribunal apelidado de "Nemrut Mustafa Divan" e foi condenado à morte por travar guerras e massacrar armênios. De Berlim, Şakir, Cemal e Enver viajaram para Moscou para obter assistência bolchevique para os turcos em sua guerra pela independência. 
A viagem até lá foi conturbada. O primeiro voo decolou da fronteira alemã e caiu nos arredores de Kaunas, na Lituânia. Felizmente para os dois, eles não foram reconhecidos pelos jornalistas ou pelas forças aliadas estacionadas lá até que estavam prestes a partir. O voo de volta para Berlim também caiu. A insistência de Enver em chegar a Moscou de avião custou-lhes outro acidente aéreo em testes de voo. Por fim, Cemal Paxá se juntou a eles em Berlim e, usando um avião que passou com sucesso nos testes de voo, eles partiram novamente para Moscou. Mas ao ouvir ruídos estranhos vindos do motor, Enver pediu ao piloto que voltasse, e o avião se desintegrou ao pousar. Enquanto Enver estava determinado a fazer uma grande entrada do céu, Şakir e Cemal desistiram e se juntaram a um comboio de prisioneiros de guerra russos que voltavam para sua terra natal. Depois de vários outros percalços bizarros, Enver finalmente os encontrou em Moscou (ele veio por terra no final). 
Şakir participou do Congresso dos Povos do Oriente, realizado em Baku em setembro de 1920. Ele era o representante em Baku da União das Sociedades Revolucionárias Islâmicas (İslam İhtilal Cemiyetleri İttihadı). Depois de participar do congresso da organização realizado em Moscou na primavera de 1921, ele retornou à Alemanha. 

## Assassinato
No outono de 1919, a Federação Revolucionária Armênia (ARF) decidiu punir os executores do Genocídio Armênio. Na Operação Nêmesis, Aram Yerganian e Arshavir Shirakian receberam a tarefa de assassinar Cemal Azmi e Şakir, ambos em Berlim. Em 17 de abril de 1922, Shirakian e Yerganian encontraram Azmi e Şakir caminhando com suas famílias na Uhlandstraße.  Shirakian conseguiu matar Azmi e ferir Şakir. Yerganian correu imediatamente atrás de Şakir e o matou com um tiro na cabeça.   Os assassinos nunca foram detidos.

## Legado

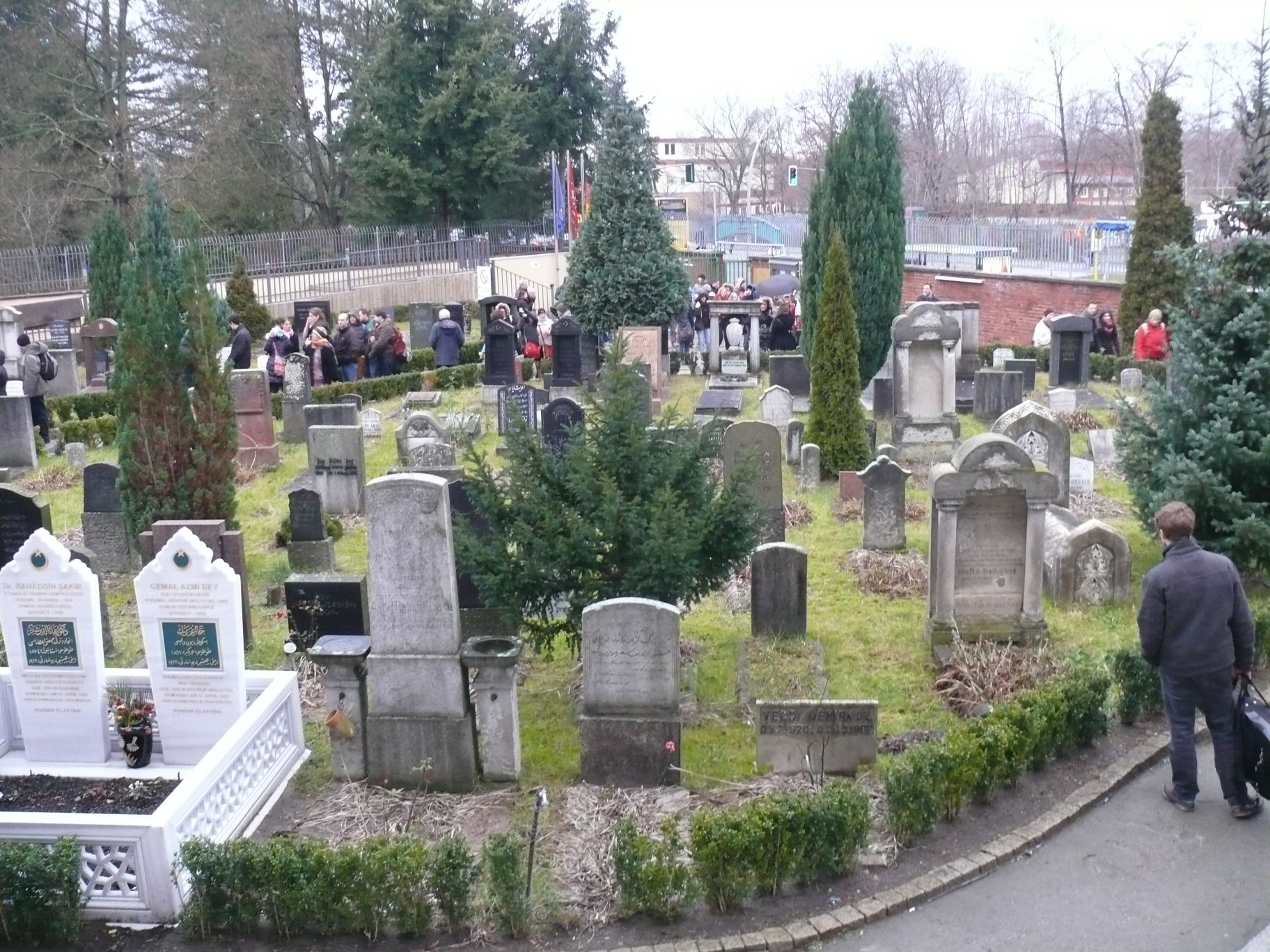
Túmulos dos perpetradores do Genocídio armênio Şakir e Cemal Azmi no cemitério da Mesquita Şehitlik em Berlim (primeiro plano à esquerda).

Şakir e Azmi foram enterrados no cemitério da Mesquita Şehitlik, em Berlim.
Em 1926, a República da Turquia concedeu às famílias dos mortos na Operação Nêmesis um fundo de pensão. Bahaddin Şakir também foi incluído na lista aceita pela assembleia, junto com Talat, Azmi, Said Halim Paxá, Cemal Pasha e seus assessores Süreyya e Nusret. 
Sua vida foi publicada como um livro por Hikmet Çiçek em 2004 chamado Dr. Bahattin Şakir: İttihat ve Terakki'den Teşkilatı Mahsusa'ya Bir Türk Jakobeni (Dr. Bahattin Şakir: um jacobino turco da União e Progresso para a Organização Especial). 
Em 2005, o político curdo-alemão Giyasettin Sayan trouxe a tona os seus “túmulos de honra” e a negação do genocídio arménio numa sessão do parlamento. 